# Dąb Strażnik Zwierzyńca
Strażnik Zwierzyńca – jeden z najgrubszych dębów w Puszczy Białowieskiej (obwód pnia na wysokości 130 cm od podstawy 671 cm (2009 r.), wys. 32 m). Drzewo jest znacznie pochylone ku zachodowi, co zapewne przyczyniło się do zwiększenia obwodu pnia u podstawy. Dolna cześć pnia lekko beczkowata, lekko omszona,  korona dość rozłożysta. 
Obecnie dąb nosi imię Igora Newerlego – pisarza urodzonego w pobliskiej osadzie leśnej Zwierzyniec.
Wszystkie gałęzie są zielone – drzewo w dobrej kondycji. Wiek drzewa w przybliżeniu można oszacować na 400 lat.